# Eric Johnson (basket-ball)
Pour les articles homonymes, voir Johnson et Eric Johnson.
Eric Johnson, né le 7 février 1966 à Brooklyn, à New York, est un ancien joueur américain de basket-ball. Il évolue au poste d'arrière.